# Dofí comú
|  | Per a altres significats, vegeu «Dofí (constel·lació)». |

Els dofins comuns (Delphinus) són un gènere de cetacis que conté dues espècies de dofí. Abans de mitjans de la dècada del 1990, la majoria de taxonomistes només en reconeixien una espècie, el dofí comú (Delphins delphis). Els cetòlegs actuals solen reconèixer dues espècies: el dofí comú de musell curt, que conserva el nom sistemàtic Delphinus delphis i el dofí comú de musell llarg, Delphinus capensis. Malgrat el seu nom, el dofí comú no és el dofí de la imaginació popular; aquesta distinció pertany al dofí mular, gràcies principalment al seu ús estès en parcs marins, així com la seva aparició a la sèrie de televisió Flipper.